# 小行星25216
小行星25216（25216 Enricobernardi）是一颗绕太阳运转的小行星，为主小行星带小行星。该小行星于1998年10月10日发现。

## 轨道参数
小行星25216的轨道半长轴为2.5835475 UA，离心率为0.182。